# Kesseldorf
Kesseldorf är en kommun i departementet Bas-Rhin i regionen Grand Est (tidigare regionen Alsace) i nordöstra Frankrike. Kommunen ligger i kantonen Seltz som tillhör arrondissementet Wissembourg. År 2022 hade Kesseldorf 450 invånare.

## Befolkningsutveckling
Antalet invånare i kommunen Kesseldorf
| Referens: INSEE |